# Michel Lucius
Michel Lucius, né le 9 décembre 1876 à Reimberg, décédé le 13 avril 1961 à Luxembourg, était un instituteur, docteur en géologie et auteur luxembourgeois.

## Biographie
Il exerça le métier d'instituteur de 1896 à 1913, de 1896 à 1899 à Lieler (sources: Der Luxemburger Schulbote; Courrier des Écoles; Courrier de l'Éducation nationale). Entre-temps, il passa son doctorat en géologie à Zurich en 1912. 
Entre 1914 et 1933, il travailla comme géologue en Russie et en Turquie. Il crée le Service Géologique de Luxembourg dont il devient le chef à partir de 1936. 
Il est l'auteur de nombreuses publications géologiques, dont sept volumes sur la géologie du Luxembourg, un manuel de la géologie du Luxembourg et la carte géologique en huit feuilles du Luxembourg.

## Distinctions
- Commandeur de l'ordre de la Couronne de chêne.